# Vaccinium almedae
Vaccinium almedae är en ljungväxtart som beskrevs av Robert Lynch Wilbur och Luteyn. Vaccinium almedae ingår i Blåbärssläktet, och familjen ljungväxter. Inga underarter finns listade i Catalogue of Life.